# Meryl Silverburgh
Meryl Silverburgh è un personaggio dei videogiochi, che appare in due titoli creati da Hideo Kojima. Meryl appare per la prima volta nel 1994 nel videogioco d'avventura fantascientifico Policenauts, seguito spirituale di Snatcher (1988), uscito solo in Giappone. La seconda versione di Meryl, quella più conosciuta, è quella del 1998 che appare nel videogioco Metal Gear Solid. Entrambi i giochi sono stati pubblicati dalla Konami. In un'intervista, Kojima ha dichiarato di aver riusato il nome e l'aspetto fisico di Meryl perché era il suo personaggio preferito di Policenauts.
In Policenauts, Meryl era un'esperta soldatessa terrestre che lavorava nella Vice Squad della Polizia di Beyond Coast. È una donna alta, determinata e sempre pronta all'azione; indossa una fascia per capelli e ha un tatuaggio temporaneo sul braccio. Aiuta il personaggio principale del gioco (Jonathan Ingram) nella ricerca dell'assassino della sua ex-moglie. Il suo partner si chiama Dave Forrest, ed è il suo esatto opposto.
In Metal Gear Solid è una giovane e inesperta soldatessa che viene imprigionata a Shadow Moses, diventa una specie di aiutante per Solid Snake e s'innamora di lui. In Metal Gear Solid 4, invece, Meryl diventa molto più forte e sicura di sé.
Anche se hanno aspetto simile e storia coincidente, le due versioni del personaggio sono due personaggi separati, anche perché gli anni di svolgimento dei giochi non coincidono: Policenauts è ambientato nel 2040, Metal Gear Solid nel 2005, con un divario di 35 anni, invece in Policenauts Meryl è solo qualche anno più vecchia della versione MGS.
Nelle versioni giapponesi di Metal Gear Solid e Policenauts la doppiatrice di Meryl è stata Kyôko Terase (sotto lo pseudonimo di Megumi Terase). In inglese la voce è affidata a Debi Mae West (nei crediti appare come Mae Zadler). Nella versione italiana di Metal Gear Solid la voce è di Ilaria D'Elia.

## Storia

### Policenauts
In Policenauts Meryl ha 24 anni ed è alta 185 cm. È un membro della Vice Squad della Polizia di Beyond Coast, subordinata di Ed Brown e partner di Dave Forrest.

### Metal Gear Solid
In Metal Gear Solid Meryl è solo una teenager ed è alta 175 cm. All'inizio del gioco il colonnello Roy Campbell dice a Snake che è sua nipote, figlia di suo fratello deceduto.
Da piccola ammirava la FOXHOUND e le "leggende" come Campbell e Snake, tanto da farsi un tatuaggio temporaneo con il vecchio logo della FOXHOUND sul braccio destro. Quando si arruola nell'esercito riceve un trattamento di psicoterapia per non provare attrazione verso gli uomini. È armata con una Desert Eagle trovata nell'armeria di Shadow Moses.
Viene reclutata dalle truppe speciali Next-Generation e nel 2005 viene mandata a Shadow Moses. Dopo il suo arrivo sull'isola, scoppia la rivolta e la FOXHOUND s'impadronisce dell'isola e del Metal Gear. Meryl si rifiuta di far parte della ribellione e venne imprigionata.
Quando riesce a fuggire dalla sua cella incontra Solid Snake, mandato lì dal governo per neutralizzare i terroristi e liberare gli ostaggi. Insieme a lui ingaggia una sparatoria contro i soldati. Dopo che Snake sfida Revolver Ocelot e libera il presidente della Armstech Baker, lei lo aiuta a dirigersi verso l'edificio di stoccaggio delle armi nucleari, dove incontrerà Hal Emmerich poco dopo. Si rincontrano al primo piano sotterraneo dell'edificio (dove lei è travestita da soldato). Insieme si dirigono verso la stanza del comandante, dove Psycho Mantis prende controllo della mente di Meryl. Meryl punta la sua pistola verso Snake, ma Snake capisce che Meryl è controllata telepaticamente e la stordisce. Snake uccide Mantis e, insieme a Meryl, si dirige verso Nord per distruggere il Metal Gear. Mentre si stanno recando verso la torre A, Meryl, grazie al fatto che è entrata telepaticamente in contatto con Mantis, già conosce la posizione delle mine e rivela il percorso a Snake. Cade però nella trappola di Sniper Wolf, il cecchino della FOXHOUND. Mentre Snake va a recuperare un fucile di precisione nell'armeria della base (per esattezza il PSG1), viene rapita. Quando Snake torna nel passaggio sotterraneo, ingaggia un duello tra cecchini con Wolf. Quando la sconfigge si dirige verso la Torre A, ma viene catturato da Wolf e da alcuni soldati e viene portato nelle stanza delle torture di Revolver Ocelot.
Durante la fase della tortura, il giocatore può resistere alle torture (se ci riesce) o arrendersi. Questo condizionerà la vita di Meryl. Se il giocatore riesce a completare tutte le sessioni di tortura, Meryl rimarrà viva e fuggirà alla fine del gioco con Snake. Se il giocatore si arrende, Meryl morirà e Snake alla fine del gioco fuggirà con Otacon, lasciando che il corpo di Meryl venga sepolto dalle macerie. Alla fine del gioco, Campbell (solo se Meryl muore) rivela a Snake che in realtà ella è sua figlia. All'interno della trama di Metal Gear, il finale canonico è quello in cui Meryl esce viva da Shadow Moses.
Nel documento Shadow Moses, the unofficial truth (può essere visualizzato negli extra di Metal Gear Solid 2), scritto da Nastasha Romanenko, si racconta che Snake e Meryl sono riusciti a scappare insieme. Si teorizza che lei abbia vissuto in Alaska con Snake per un po' prima di lasciarlo.
Un altro fattore che valorizza quest'ipotesi è un dialogo tra Otacon e Snake, dopo il combattimento tra quest'ultimo e Olga Gurlukovich: parlando di "maschiacci", Otacon chiede che fine abbia fatto Meryl e Snake risponde che è andata a vivere altrove.
Il suo gruppo sanguigno è A.

## Informazioni varie e altre apparizioni
- Meryl appare in Metal Gear Solid Drama CD 1 e 2. La serie Drama CD contiene storie ambientate dopo Shadow Moses, insieme a nuovi personaggi. Meryl in questa avventura lavora per l'ONU e indossa una tuta come quella di Snake. Questo vestito diventerà un extra sbloccabile in Metal Gear Solid: Integral, e in seguito in Metal Gear Solid: The Twin Snakes (però senza la bandana).
- Nella versione originale di Metal Gear Solid, ci sono due modi per vedere Meryl in mutande (nelle altre versioni solo una è confermata).
- Olga Gurlukovich, personaggio simile a Meryl, in Metal Gear Solid 2 ha un ruolo importante nella storia. Otacon, come già detto, la paragona a Meryl, in un discorso via radio con Snake, che viene enfatizzato nella versione giapponese perché la doppiatrice è identica.
- Meryl appare anche in Metal Gear Solid 2: Substance (la versione di MGS2 con extra), in una delle Snake Tales, chiamata Confidential Legacy, dove prende il posto di Olga, come boss della missione Tanker. Il suo nuovo modello poligonale viene usato anche nella modalità Casting Theater.
- Meryl appare come personaggio giocante nello spin-off Metal Gear Online.
- In Policenauts il partner di Meryl (Dave Forrest) ha lo stesso nome di Solid Snake, il cui vero nome è Dave (David), che viene rivelato al termine di Metal Gear Solid, sopra la motoslitta, sia a Meryl che ad Otacon.
- Un contenuto scaricabile per il videogioco LittleBigPlanet rende disponibili alcuni costumi ispirati ai personaggi di Metal Gear Solid. Tra questi vi è Meryl Silverburgh.